# Erl
Erl är en ort och kommun i distriktet Kufstein i förbundslandet Tyrolen i Österrike. Kommunen gränsar i norr och väster till Tyskland, i väster utgör floden Inn gräns. 
Kommunen består av tre orter (Ortschaften) (inom parentes invånarantal 1 januari 2024):
- Erl (611)
- Erlerberg (211)
- Mühlgraben (807)